# 12097 Peterlowen
12097 Peterlowen eller 1998 HG121 är en asteroid i huvudbältet som upptäcktes den 23 april 1998 av LINEAR i Socorro County, New Mexico. Den är uppkallad efter Peter Lowen.
Asteroiden har en diameter på ungefär 4 kilometer.